# 전북 현대 모터스 2015 시즌
전북 현대 모터스 2015 시즌은 전북 현대 모터스의 21번째 시즌이다. 주장은 지난시즌에 이어 이동국이 선임됐다. 시즌 전 트레블을 노리던 전북은 FA컵 16강에서 포항을 만나 패하며 트레블에 실패했다. 하지만 K리그 클래식 우승을 차지하며 12년 만에 K리그에서 연패를 한 팀이 되었다.

## 전지훈련
전북은 두바이 왕세자의 초청으로 최첨단 훈련 시설에서 전지훈련을 하였다.
아랍에미리트 두바이에서 전지훈련을 한 전북은 연습경기에서 아시아와 유럽팀들을 상대로 8전 8승을 거두며 K리그 챔피언다운 모습을 보였다. 이 8경기에서 전북은 24득점을 하고 단 6점밖에 실점하지 않았다.
전북이 두바이에서 전지훈련을 하는 동안 아르헨티나의 전설적인 축구선수 디에고 마라도나가 훈련장을 방문하기도 했다. 그는 "아시아 명문구단 전북의 최강희 감독님과 선수들을 만나게 되어 영광이다. 2015년에도 행운이 함께 해 우승하길 기원한다. 올해 전북을 응원하기 위해 한국을 방문하겠다"고 약속했다.

### 전지훈련 연습경기
- 연습경기 결과: 8전 8승 0무 0패 24득점 6실점

| 1 2015년 1월 24일 | 전북 현대 모터스 | 6 – 3 | 에미리트 클럽 | 두바이, 아랍에미리트 |  |  |
|                   |                  |       |               |                      |  |  |
|                   |                  |       |               |                      |  |  |

| 2 2015년 1월 27일 | 전북 현대 모터스         | 4 – 0 | FC 로스토프 | 두바이, 아랍에미리트 |  |  |
|                   | - 에닝요 - 에두 - 이동국 |       |             |                      |  |  |
|                   |                          |       |             |                      |  |  |

| 3 2015년 1월 28일 | 전북 현대 모터스 | 1 – 0 | 알샤바브 | 두바이, 아랍에미리트 |  |  |
|                   | - 이동국         |       |          |                      |  |  |
|                   |                  |       |          |                      |  |  |

| 4 2015년 1월 29일 | 전북 현대 모터스 | 1 – 0 | FC 크라스노다르 | 두바이, 아랍에미리트 |  |  |
|                   | - 에닝요         |       |                 |                      |  |  |
|                   |                  |       |                 |                      |  |  |

| 5 2015년 1월 30일 | 전북 현대 모터스                  | 4 – 1 | 알아흘리 | 두바이, 아랍에미리트 |  |  |
|                   | - 에두 - 최철순 - 에닝요 - 권경원 |       | 득점     |                      |  |  |
|                   |                                   |       |          |                      |  |  |

| 6 2015년 2월 3일 | 전북 현대 모터스 | 3 – 1 | FC 올림피크 도네츠크 | 두바이, 아랍에미리트 |  |  |
|                  | - 에두 - 문상윤  |       | 득점                 |                      |  |  |
|                  |                  |       |                      |                      |  |  |

| 7 2015년 2월 4일 | 전북 현대 모터스  | 2 – 1 | FC 올림피크 도네츠크 | 두바이, 아랍에미리트 |  |  |
|                  | - 김형일 - 이상협 |       | 득점                 |                      |  |  |
|                  |                   |       |                      |                      |  |  |

| 8 2015년 2월 6일 | 전북 현대 모터스 | 3 – 0 | FC 카이라트 | 두바이, 아랍에미리트 |  |  |
|                  |                  |       |             |                      |  |  |
|                  |                  |       |             |                      |  |  |

## 정규 시즌

### 시즌 전반기
| \| # \| POS. \| 선수 \| \| 1 \| GK \| 권순태 \| \| 25 \| DF \| 최철순 \| \| 3 \| DF \| 김형일 \| \| 4 \| DF \| 김기희 \| \| 32 \| DF \| 이주용 \| \| 17 \| MF \| 이재성 \| \| 5 \| MF \| 이호 \| \| 7 \| MF \| 한교원 \| \| 8 \| MF \| 에닝요 \| \| 10 \| MF \| 레오나르도 \| \| 9 \| FW \| 에두 \| |      |            |
| # | POS. | 선수       |
| 1 | GK   | 권순태     |
| 25 | DF   | 최철순     |
| 3 | DF   | 김형일     |
| 4 | DF   | 김기희     |
| 32 | DF   | 이주용     |
| 17 | MF   | 이재성     |
| 5 | MF   | 이호       |
| 7 | MF   | 한교원     |
| 8 | MF   | 에닝요     |
| 10 | MF   | 레오나르도 |
| 9 | FW   | 에두       |

AFC 챔피언스리그 1차전 홈에서 가시와 레이솔과 아쉬운 0 – 0 무승부를 거둔 전북은 챔피언스리그 2차전 산둥원정에서 4 – 1 승, K리그 개막전에서 성남에 2 – 0 승을 거두며 산뜻한 출발을 보였다.
K리그 클래식 7라운드 제주전에서 1 – 0으로 승리하면서 K리그 통산 300승과 K리그 최다 연속경기 무패(22경기)를 달성했다. 또한 이 경기로 최강희 감독은 한구단에서 300경기 출전을 기록했다.
시즌 11경기 연속 무패를 기록하던 전북은 AFC 챔피언스리그 조별예선 5차전에서 가시와 레이솔에게 2 – 3으로 시즌 첫 패배를 당하며, 가시와 징크스를 이어가게 되었다. 가시와전 패배 후 다음경기인 K리그 클래식 8라운드 전남과의 호남더비에서는 1 – 2로 패하며 K리그 연속경기 무패 기록을 22경기에서 마감했다.
K리그 12라운드에서는 미드필더 한교원이 인천의 수비수 박대한을 주먹으로 가격해 퇴장당하는 일이 발생하였다. 이 일로 리그 상벌위원회는 한교원에게 6경기 출전 금지와 퇴장으로 인한 2경기 출전 금지로 총 8경기 출전 금지, 600만원의 제재금을 부과했다. 또 구단에서는 2000만원의 벌금과 80시간 사회봉사의 자체징계를 내렸고 한교원은 경기 직후 박대한에게 직접 사과하고 자필 반성문을 작성했다.
트레블을 노리던 전북은 FA컵 16강에서 포항에게 1 – 2로 패하며 트레블이라는 목표를 놓쳐버렸다. 하지만 최강희감독은
""경기는 졌지만 오히려 홀가분하다. 우리가 신경을 안쓸 수도 쓸 수도 없는 대회다. FA컵과 아시아축구연맹 챔피언스리그(ACL)를 병행하는 팀들은 매번 어려움을 겪는다""며 오히려 무덤덤한 반응을 보였다.
K리그 18라운드 전남전에서 전북은 후반 이재성과 장윤호의 연속골로 2 – 2로 비겼다. 비록 비긴 경기였지만 두 팀 모두 공격적인 플레이를 했고 전날 있었던 슈퍼 매치에서 서울과 수원이 지루한 경기를 펼치며 호남 더비가 슈퍼 매치보다 낫다는 평가를 받았다.
K리그 19라운드 부산전에서 전북은 이동국의 멀티골로 2 – 1 승리를 거뒀다. 이 경기로 최강희감독은 개인 통산 200승을 거뒀다.
K리그 22라운드 제주원정에서 비바람이 몰아치는 가운데 전북은 3 – 0 대승을 거뒀다. 이 경기로 최강희 감독은 단일팀 최다승 타이기록을 세웠다. 하지만 이 경기에서 MVP로 뽑힌 이재성은 윤빛가람의 팔꿈치에 얼굴을 가격당해 눈 위가 찢어지고 눈가 뼈가 골절되는 부상을 입었다.

### 여름 이적시장 및 올스타 브레이크
7월 1일 K리그 여름 이적시장이 열렸다.
'녹색독수리' 에닝요는 전북으로 복귀 후 좋은 활약을 보여주지 못하자 구단에 계약 해지를 요청했다. 결국 에닝요는 8일 구단과 계약을 해지했다. K리그 광주전 하프타임에 홈팬들에게 작별인사를 한 에닝요는 이후 브라질로 돌아갔다.
에닝요가 떠난 다음날 에두가 전북을 떠났다. 에두는 전반기 리그 득점 1위를 하는 등 좋은 활약을 보이고 있었으나 중국 갑급리그 허베이 화샤 싱푸의 파격적인 제안에 이적을 선택했다.
10일 전북은 레오나르도와 계약기간을 2년 더 연장했다고 발표했다.
전북은 에닝요가 떠난 직후 바로 루이스의 재영입을 추진했다. 결국 16일 전북은 루이스의 영입을 발표했다.
20일 전북은 애슬레틱 빌바오 출신의 우르코 베라를 영입했다. 베라는 2014-15시즌 세군다리가 CD 미란데스에서 38경기 출전 17득점을 기록하는 등 좋은 모습을 보였다.
24일 전북은 카타르의 엘자이시와 이근호의 임대 영입을 합의했다.
여름이적시장기간에 전북은 좀처럼 출전 기회를 잡지 못하던 최치원과 이상협을 각각 서울 이랜드 FC와 성남 FC로 임대보냈다.

### 시즌 후반기
K리그 23라운드 수원전에는 루이스와 우르코 베라, 이근호가 모두 전북 선수단에 합류했지만 루이스만 경기에 출전했다. 루이스는 이 경기에서 1골과 1도움을 올리며 승리를 이끌었고 최강희 감독은 K리그 단일팀 최다승이라는 타이틀을 얻게 되었다.
8월 1일 2015년 EAFF 동아시안컵이 개막했고 이재성, 김기희, 이주용이 국가대표팀에 차출되었다.
전북은 2015년 EAFF 동아시안컵으로 인한 짧은 휴식기간에 선문대학교, 남부대학교 축구부와 연습경기를 가졌다. 선문대와의 경기에서는 이승렬과 우르코 베라, 이동국의 2골로 4 – 0으로 승리했고 남부대와의 경기에서는 레오나르도, 이동국, 루이스, 이근호, 김형일, 이승현의 골로 6 – 0으로 승리했다.
K리그 24라운드 부산전에서 전북의 캡틴 이동국이 K리그 역사상 10번째로 400경기에 출전했다.
전북과 엘 자이시는 7월 24일 이근호의 임대에 대한 세부 사항 조율을 마쳤으나 카타르축구협회가 휴일이었고, 국제이적동의서(ITC)가 26일에야 도착했다. 하지만 ACL의 8강 엔트리 마감일이 25일까지여서 이근호의 ACL 출전은 불발되었다. 하지만 AFC에 ACL 엔트리에 있는 선수가 부상으로 출전하지 못할 경우, 8강 첫 경기 시작 일주일전까지 다른 선수로 교체할 수 있다는 규정이 있었다. 그래서 전북은 부상중이었던 이규로를 엔트리에서 제외시키고 이근호를 대신 등록했고 8월 13일 이 일이 언론사에 발표되었다. 전북 프런트의 빠른 일처리로 전북은 이근호 카드를 ACL에서도 사용할 수 있게 되었다.
K리그 26라운드 전남전에서 전북은 이근호와 레오나르도의 득점으로 극적인 2 – 1 역전승을 거둔다. 이 승리로 전북은 시즌 전구단 상대 승리를 기록한다.
전북은 K리그 25라운드에서 포항에 0 – 3으로 대패했다. 이후 치러진 전남전에서는 80분 이후에 터진 2골로 겨우 승리를 챙겼고 다음경기인 인천전에서는 홈관중 2만명 앞에서 0 – 1로 패하는 수모를 겪었다. 또 그 다음 홈경기였던 감바 오사카전에서 앞도적인 경기를 펼쳤으나 무득점 무승부를 거두며 8월에 약간의 위기를 겪었다.
K리그 30라운드에서 FC 서울을 3 – 0으로 대파한 전북은 리그에 대한 걱정을 덜고 감바 오사카 원정길에 올랐다. 88분까지 1 – 2로 끌려가던 중 89분 우르코 베라의 데뷔 동점골이 나오며 준결승에 진출하는듯 했으나 추가시간에 실점을 하며 챔피언스리그 우승을 또다시 미루게 되었다.
K리그 33라운드에서 제주에 패했으나 2위 수원과 큰 승점차를 유지하며 리그 1위로 상위 스플릿에 참가한다.
전북은 K리그 34라운드에서 이번시즌 리그 전적 1승 1무 1패로 팽팽한 포항을 만났다. 양 팀 골키퍼의 선전으로 0 – 0으로 끝날 듯 했으나 추가시간 실점을 허용하며 처음으로 연패에 빠진다. 하지만 2위 수원도 제주에 패하며 리그 우승을 굳혀갔다.
K리그 35라운드에서 서울을 만난 전북은 팽팽한 경기 끝에 0 – 0으로 비겼다. 하지만 승점 69점을 확보하며 K리그 구단 최초 7년 연속 AFC 챔피언스리그 진출을 확정지었다. 또한 리그 우승까지 승점 3점을 남겨두게 된다.
K리그 36라운드 제주 원정에서 전북은 이재성의 선제 결승골로 1 – 0 승리를 거두며 2년 연속 K리그 클래식 우승을 차지한다. 전북은 지난해 같은 날 (11월 8일), 같은 곳 (제주월드컵경기장)에서도 제주를 상대로 3 – 0 승리를 거두며 우승했었다. 최강희 감독은 K리그 감독 역사상 최다 우승 (4회)기록을 갈아치웠다.
K리그 37라운드는 성남전은 마지막 홈경기로 치러졌다. 경기가 끝난 후엔 트로피 수상과 세레머니가 있었으며 이 경기에서 28,000여명의 관중을 동원해 시즌 누적, 평균 관중 1위팀이 되었다.
K리그 시상식에서 최강희 감독이 감독상을 수상하며 역대 최다(4회) 수상자가 되었다. 이동국은 최우수선수상을 수상하며 역대 최다(4회)와 동시에 역대 최초 연속 수상 기록을 세웠다. 또 이동국은 최우수선수상, 팬타스틱 플레이어상, 베스트 11 공격수 부분 등을 수상하며 3관왕에 올랐다. 그리고 이재성은 영플레이어상과 베스트 11 미드필더 부분을 수상하며 2관왕에 올랐고 전북은 K리그 클래식 베스트 11에 4명의 선수(권순태, 김기희, 이재성, 이동국)의 이름을 올리게 되었다. 전북 구단 역시 팬프렌들리상, 플러스스타디움상, 풀스타디움상 등 3관왕에 올랐다.
시즌이 종료된 후 작년과 마찬가지로 구단은 우승반지를 만들어 선수단과 코치단, 지원스탭들에게 지급했다.

## 경기결과

### K리그 클래식
| 1 3월 7일     | 전북 현대 모터스     | 2 – 0  | 성남 FC | 전주월드컵경기장                                     |  |  |
| 15:00 (UTC+9) | - 에두 21 (PK)′, 83′ | 리포트 |         | 관중 수: 23,810명 심판: 김종혁 맨 오브 더 매치: 에두 |  |  |
|               |                      |        |         |                                                      |  |  |

| 2 3월 14일    | FC 서울      | 1 – 2  | 전북 현대 모터스        | 서울월드컵경기장                                     |  |  |
| 14:00 (UTC+9) | - 김현성 79′ | 리포트 | - 에두 63′ - 에닝요 70′ | 관중 수: 32,516명 심판: 김상우 맨 오브 더 매치: 에두 |  |  |
|               |              |        |                         |                                                      |  |  |

| 3 3월 22일    | 인천 유나이티드 | 0 – 0  | 전북 현대 모터스 | 인천축구전용경기장                                    |  |  |
| 16:00 (UTC+9) |                 | 리포트 |                  | 관중 수: 9,039명 심판: 이동준 맨 오브 더 매치: 김대중 |  |  |
|               |                 |        |                  |                                                       |  |  |

| 4 4월 4일     | 전북 현대 모터스 | 1 – 0  | 포항 스틸러스 | 전주월드컵경기장                                     |  |  |
| 14:00 (UTC+9) | - 에두 71′       | 리포트 |               | 관중 수: 16,638명 심판: 김종혁 맨 오브 더 매치: 에두 |  |  |
|               |                  |        |               |                                                      |  |  |

| 5 4월 11일    | 광주 FC                            | 2 – 3  | 전북 현대 모터스                   | 목포국제축구센터                                      |  |  |
| 16:00 (UTC+9) | - 조용태 21′ - 김기희 90′ (자책골) | 리포트 | - 레오나르도 41′, 54′ - 한교원 45′ | 관중 수: 3,064명 심판: 김동진 맨 오브 더 매치: 한교원 |  |  |
|               |                                    |        |                                    |                                                       |  |  |

| 6 4월 15일    | 부산 아이파크 | 1 – 2  | 전북 현대 모터스              | 부산아시아드주경기장                                |  |  |
| 19:00 (UTC+9) | - 박용지 51′  | 리포트 | - 이동국 77′ - 레오나르도 86′ | 관중 수: 2,038 심판: 고형진 맨 오브 더 매치: 이동국 |  |  |
|               |               |        |                               |                                                     |  |  |

| 7 4월 18일    | 전북 현대 모터스 | 1 – 0  | 제주 유나이티드 | 전주월드컵경기장                                           |  |  |
| 14:00 (UTC+9) | - 레오나르도 57′ | 리포트 |                 | 관중 수: 13,120명 심판: 이동준 맨 오브 더 매치: 레오나르도 |  |  |
|               |                  |        |                 |                                                            |  |  |

| 8 4월 26일    | 전남 드래곤즈     | 2 – 1  | 전북 현대 모터스 | 광양축구전용구장                                      |  |  |
| 14:00 (UTC+9) | - 이창민 21′, 62′ | 리포트 | - 이재성 41′     | 관중 수: 6,772명 심판: 김상우 맨 오브 더 매치: 이창민 |  |  |
|               |                   |        |                  |                                                       |  |  |

| 9 5월 2일     | 전북 현대 모터스            | 2 – 0  | 수원 삼성 블루윙즈 | 전주월드컵경기장                                     |  |  |
| 16:00 (UTC+9) | - 에두 65′ - 레오나르도 70′ | 리포트 |                    | 관중 수: 30,410명 심판: 우상일 맨 오브 더 매치: 에두 |  |  |
|               |                             |        |                    |                                                      |  |  |

| 10 5월 10일   | 울산 현대    | 1 – 2  | 전북 현대 모터스                 | 울산문수축구경기장                                  |  |  |
| 14:00 (UTC+9) | - 마스다 67′ | 리포트 | - 이동국 64′ (페널티) - 에두 68′ | 관중 수: 7,012명 심판: 김종혁 맨 오브 더 매치: 정훈 |  |  |
|               |              |        |                                  |                                                     |  |  |

| 11 5월 16일   | 전북 현대 모터스              | 2 – 1  | 대전 시티즌      | 전주월드컵경기장                                     |  |  |
| 14:00 (UTC+9) | - 이동국 21′ - 레오나르도 29′ | 리포트 | - 아드리아노 11′ | 관중 수: 13,722명 심판: 이민후 맨 오브 더 매치: 에두 |  |  |
|               |                               |        |                  |                                                      |  |  |

| 12 5월 23일   | 전북 현대 모터스    | 1 – 0  | 인천 유나이티드 | 전주월드컵경기장                                       |  |  |
| 16:00 (UTC+9) | - 에두 48′ (페널티) | 리포트 |                 | 관중 수: 13,543명 심판: 김동진 맨 오브 더 매치: 김기희 |  |  |
|               |                     |        |                 |                                                        |  |  |

| 13 5월 31일   | 성남 FC           | 2 – 1  | 전북 현대 모터스 | 탄천종합운동장                                        |  |  |
| 14:00 (UTC+9) | - 황의조 80′, 85′ | 리포트 | - 유창현 49′     | 관중 수: 8,116명 심판: 이동준 맨 오브 더 매치: 황의조 |  |  |
|               |                   |        |                  |                                                       |  |  |

| 14 6월 3일    | 포항 스틸러스 | 0 – 0  | 전북 현대 모터스 | 포항스틸야드                                          |  |  |
| 19:30 (UTC+9) |               | 리포트 |                  | 관중 수: 7,219명 심판: 김상우 맨 오브 더 매치: 황지수 |  |  |
|               |               |        |                  |                                                       |  |  |

| 15 6월 6일    | 전북 현대 모터스 | 1 – 2  | FC 서울                   | 전주월드컵경기장                                       |  |  |
| 19:00 (UTC+9) | - 이동국 72′     | 리포트 | - 박주영 44′ - 김치우 52′ | 관중 수: 13,286명 심판: 고형진 맨 오브 더 매치: 박주영 |  |  |
|               |                  |        |                           |                                                        |  |  |

| 16 6월 17일   | 전북 현대 모터스        | 2 – 1  | 울산 현대      | 전주월드컵경기장                                      |  |  |
| 19:00 (UTC+9) | - 에두 57′ - 이재명 76′ | 리포트 | - 양동현 45+2′ | 관중 수: 4,928명 심판: 이동준 맨 오브 더 매치: 이재명 |  |  |
|               |                         |        |                |                                                       |  |  |

| 17 6월 21일   | 수원 삼성 블루윙즈  | 2 – 2  | 전북 현대 모터스            | 수원월드컵경기장                                       |  |  |
| 18:00 (UTC+9) | - 산토스 25′, 90+2′ | 리포트 | - 에두 20′ - 레오나르도 73′ | 관중 수: 16,141명 심판: 우상일 맨 오브 더 매치: 산토스 |  |  |
|               |                     |        |                             |                                                        |  |  |

| 18 6월 28일   | 전북 현대 모터스          | 2 – 2  | 전남 드래곤즈             | 전주월드컵경기장                                       |  |  |
| 18:00 (UTC+9) | - 이재성 77′ - 장윤호 79′ | 리포트 | - 오르샤 12′ - 이종호 21′ | 관중 수: 13,602명 심판: 김희곤 맨 오브 더 매치: 이재성 |  |  |
|               |                           |        |                           |                                                        |  |  |

| 19 7월 1일    | 전북 현대 모터스  | 2 – 1  | 부산 아이파크 | 전주월드컵경기장                                      |  |  |
| 19:00 (UTC+9) | - 이동국 32′, 88′ | 리포트 | - 최광희 40′  | 관중 수: 8,120명 심판: 김동진 맨 오브 더 매치: 이동국 |  |  |
|               |                   |        |               |                                                       |  |  |

| 20 7월 5일    | 대전 시티즌                            | 3 – 4  | 전북 현대 모터스                   | 대전월드컵경기장                                      |  |  |
| 19:00 (UTC+9) | - 황인범 27′ - 고민혁 54′ - 한의권 80′ | 리포트 | - 에두 6′, 60′ - 이동국 30′, 90+4′ | 관중 수: 2,557명 심판: 박진호 맨 오브 더 매치: 이동국 |  |  |
|               |                                        |        |                                    |                                                       |  |  |

| 21 7월 8일    | 전북 현대 모터스 | 1 – 1  | 광주 FC      | 전주월드컵경기장                                      |  |  |
| 19:00 (UTC+9) | - 이주용 51′     | 리포트 | - 조용태 73′ | 관중 수: 8,907명 심판: 이민후 맨 오브 더 매치: 이주용 |  |  |
|               |                  |        |              |                                                       |  |  |

| 22 7월 11일   | 제주 유나이티드 | 0 – 3  | 전북 현대 모터스                             | 제주월드컵경기장                                      |  |  |
| 19:00 (UTC+9) |                 | 리포트 | - 유창현 20′ - 이재성 56′ - 강준우 90′ (o.g) | 관중 수: 1,011명 심판: 김상우 맨 오브 더 매치: 이재성 |  |  |
|               |                 |        |                                              |                                                       |  |  |

| 23 7월 26일   | 전북 현대 모터스          | 2 – 1  | 수원 삼성 블루윙즈 | 전주월드컵경기장                                       |  |  |
| 19:00 (UTC+9) | - 루이스 82′ - 이재성 87′ | 리포트 | - 산토스 12′       | 관중 수: 31,192명 심판: 김종혁 맨 오브 더 매치: 이재성 |  |  |
|               |                           |        |                    |                                                        |  |  |

| 24 8월 12일   | 전북 현대 모터스                    | 2 – 0  | 부산 아이파크 | 전주월드컵경기장                                           |  |  |
| 19:00 (UTC+9) | - 유지훈 85′ (o.g) - 레오나르도 89′ | 리포트 |               | 관중 수: 11,754명 심판: 고형진 맨 오브 더 매치: 레오나르도 |  |  |
|               |                                     |        |               |                                                            |  |  |

| 25 8월 15일   | 포항 스틸러스                            | 3 – 0  | 전북 현대 모터스 | 포항스틸야드                   |  |  |
| 19:00 (UTC+9) | - 최재수 20′ - 김승대 89′ - 김대호 90+2′ | 리포트 |                  | 관중 수: 15,328명 심판: 우상일 |  |  |
|               |                                          |        |                  |                                |  |  |

| 26 8월 19일   | 전북 현대 모터스                         | 2 – 1  | 전남 드래곤즈 | 전주월드컵경기장                                           |  |  |
| 19:00 (UTC+9) | - 이근호 85′ - 레오나르도 90+1′ (페널티) | 리포트 | - 이종호 53′  | 관중 수: 14,912명 심판: 김희곤 맨 오브 더 매치: 레오나르도 |  |  |
|               |                                          |        |               |                                                            |  |  |

| 27 8월 22일   | 전북 현대 모터스 | 0 – 1  | 인천 유나이티드 | 전주월드컵경기장               |  |  |
| 19:00 (UTC+9) |                  | 리포트 | - 김인성 65′    | 관중 수: 23,113명 심판: 이동준 |  |  |
|               |                  |        |                 |                                |  |  |

| 28 8월 30일   | 성남 FC | 0 – 1  | 전북 현대 모터스      | 탄천종합운동장                                         |  |  |
| 17:00 (UTC+9) |         | 리포트 | - 이동국 28′ (페널티) | 관중 수: 12,187명 심판: 이민후 맨 오브 더 매치: 권순태 |  |  |
|               |         |        |                       |                                                        |  |  |

| 29 9월 9일    | 울산 현대               | 2 – 0  | 전북 현대 모터스 | 울산문수축구경기장                                   |  |  |
| 19:30 (UTC+9) | - 김신욱 37′ - 코바 83′ | 리포트 |                  | 관중 수: 17,108명 심판: 정동식 맨 오브 더 매치: 코바 |  |  |
|               |                         |        |                  |                                                      |  |  |

| 30 9월 12일   | 전북 현대 모터스                             | 3 – 0  | FC 서울 | 전주월드컵경기장                                       |  |  |
| 14:00 (UTC+9) | - 이동국 19′ - 이재성 53′ - 레오나르도 90+1′ | 리포트 |         | 관중 수: 26,433명 심판: 고형진 맨 오브 더 매치: 이동국 |  |  |
|               |                                              |        |         |                                                        |  |  |

| 31 9월 20일   | 전북 현대 모터스                      | 3 – 1  | 대전 시티즌  | 전주월드컵경기장                                       |  |  |
| 16:00 (UTC+9) | - 이동국 5′ - 이근호 27′ - 장윤호 57′ | 리포트 | - 서명원 53′ | 관중 수: 16,582명 심판: 박병진 맨 오브 더 매치: 이근호 |  |  |
|               |                                       |        |              |                                                        |  |  |

| 32 9월 23일   | 광주 FC      | 1 – 2  | 전북 현대 모터스  | 광주월드컵경기장                                      |  |  |
| 19:00 (UTC+9) | - 김호남 35′ | 리포트 | - 이동국 37′, 90′ | 관중 수: 2,233명 심판: 김희곤 맨 오브 더 매치: 이동국 |  |  |
|               |              |        |                   |                                                       |  |  |

| 33 10월 4일   | 제주 유나이티드               | 3 – 2  | 전북 현대 모터스  | 제주월드컵경기장              |  |  |
| 14:00 (UTC+9) | - 김상원 1′, 16′ - 로페즈 90′ | 리포트 | - 이근호 59′, 70′ | 관중 수: 6,817명 심판: 김종혁 |  |  |
|               |                               |        |                   |                               |  |  |

| 34 10월 17일  | 전북 현대 모터스 | 0 – 1  | 포항 스틸러스  | 전주월드컵경기장               |  |  |
| 15:05 (UTC+9) |                  | 리포트 | - 신진호 90+3′ | 관중 수: 18,324명 심판: 김동진 |  |  |
|               |                  |        |                |                                |  |  |

| 35 10월 25일  | FC 서울 | 0 – 0  | 전북 현대 모터스 | 서울월드컵경기장                                         |  |  |
| 16:00 (UTC+9) |         | 리포트 |                  | 관중 수: 24,262명 심판: 우상일 맨 오브 더 매치: 오스마르 |  |  |
|               |         |        |                  |                                                          |  |  |

| 36 11월 8일   | 제주 유나이티드 | 0 – 1  | 전북 현대 모터스 | 제주월드컵경기장              |  |  |
| 14:00 (UTC+9) |                 | 리포트 | - 이재성 45+2′   | 관중 수: 5,124명 심판: 정동식 |  |  |
|               |                 |        |                  |                               |  |  |

| 37 11월 21일  | 전북 현대 모터스 | 1 – 1  | 성남 FC      | 전주월드컵경기장                                       |  |  |
| 15:00 (UTC+9) | - 서상민 81′     | 리포트 | - 황의조 72′ | 관중 수: 28,460명 심판: 김종혁 맨 오브 더 매치: 권순태 |  |  |
|               |                  |        |              |                                                        |  |  |

| 38 11월 29일  | 수원 삼성 블루윙즈        | 2 – 1  | 전북 현대 모터스 | 수원월드컵경기장               |  |  |
| 14:00 (UTC+9) | - 염기훈 66′ - 카이오 86′ | 리포트 | - 이재성 84′     | 관중 수: 13,738명 심판: 김동진 |  |  |
|               |                           |        |                  |                                |  |  |

#### 최종 순위
| 순위 | 팀                       | 경기 | 승 | 무 | 패 | 득 | 실 | 차  | 승점 | 참가 자격 및 강등                |
| ---- | ------------------------ | ---- | -- | -- | -- | -- | -- | --- | ---- | -------------------------------- |
| 1    | 전북 현대 모터스 (C) (Q) | 38   | 22 | 7  | 9  | 57 | 39 | +18 | 73   | AFC 챔피언스리그 2016 조별 리그  |
| 2    | 수원 삼성 블루윙즈 (Q)   | 38   | 19 | 10 | 9  | 60 | 43 | +17 | 67   | AFC 챔피언스리그 2016 조별 리그  |
| 3    | 포항 스틸러스 (Q)        | 38   | 18 | 12 | 8  | 49 | 32 | +17 | 66   | AFC 챔피언스리그 2016 플레이오프 |
| 4    | FC 서울 (Q)              | 38   | 17 | 11 | 10 | 52 | 44 | +8  | 62   | AFC 챔피언스리그 2016 조별 리그  |

* 출처 : K리그 공식 웹사이트
* 순위 결정방식 : 
1) 승점; 2) 골 득실차; 3) 득점 수.
* (C) = 우승; (R) = 강등; (P) = 승격; (O) = 플레이오프 승리; (A) = 다음 라운드 진출 
* 시즌이 끝나지 않은 경우만 사용되는 표시: 
(Q) = 대항전 진출 자격이 됨; (TQ) = 대항전 진출 자격이 됐으나 진출할 라운드가 정해지지 않음; (RQ) = 강등 결정전 진출 자격이 됨; (DQ) = 대항전 진출 자격을 잃음.

#### K리그 라운드별 결과
| R      | 1  | 2  | 3  | 4  | 5  | 6  | 7  | 8  | 9  | 10 | 11 | 12 | 13 | 14 | 15 | 16 | 17 | 18 | 19 | 20 | 21 | 22 | 23 | 24 | 25 | 26 | 27 | 28 | 29 | 30 | 31 | 32 | 33 | 34 | 35 | 36 | 37 | 38 |
| ------ | -- | -- | -- | -- | -- | -- | -- | -- | -- | -- | -- | -- | -- | -- | -- | -- | -- | -- | -- | -- | -- | -- | -- | -- | -- | -- | -- | -- | -- | -- | -- | -- | -- | -- | -- | -- | -- | -- |
| 경기장 | H  | A  | A  | H  | A  | A  | H  | A  | H  | A  | H  | H  | A  | A  | H  | H  | A  | H  | H  | A  | H  | A  | H  | H  | A  | H  | H  | A  | A  | H  | H  | A  | A  | H  | A  | A  | H  | A  |
| 결과   | 승 | 승 | 무 | 승 | 승 | 승 | 승 | 패 | 승 | 승 | 승 | 승 | 패 | 무 | 패 | 승 | 무 | 무 | 승 | 승 | 무 | 승 | 승 | 승 | 패 | 승 | 패 | 승 | 패 | 승 | 승 | 승 | 패 | 패 | 무 | 승 | 무 | 패 |
| 순위   | 1  | 2  | 3  | 2  | 1  | 1  | 1  | 1  | 1  | 1  | 1  | 1  | 1  | 1  | 1  | 1  | 1  | 1  | 1  | 1  | 1  | 1  | 1  | 1  | 1  | 1  | 1  | 1  | 1  | 1  | 1  | 1  | 1  | 1  | 1  | 1  | 1  | 1  |

출처: 경기 결과

홈/어웨이: A = 어웨이; H = 홈. 결과: 무 = 무승부; 패 = 패배; 승 = 승리; P = 연기됨.

#### K리그 구장별 결과
| 전체 | 전체 | 전체 | 전체 | 전체 | 전체 | 전체 | 전체 | 홈 | 홈 | 홈 | 홈 | 홈 | 홈  | 어웨이 | 어웨이 | 어웨이 | 어웨이 | 어웨이 | 어웨이 |
| 경기 | 승점 | 승   | 무   | 패   | 득   | 실   | 차   | 승 | 무 | 패 | 득 | 실 | 차  | 승     | 무     | 패     | 득     | 실     | 차     |
| ---- | ---- | ---- | ---- | ---- | ---- | ---- | ---- | -- | -- | -- | -- | -- | --- | ------ | ------ | ------ | ------ | ------ | ------ |
| 38   | 73   | 22   | 7    | 9    | 57   | 39   | +18  | 13 | 3  | 3  | 30 | 14 | +16 | 9      | 4      | 6      | 27     | 25     | +2     |

출처: 

### AFC 챔피언스리그
| E조 1차전 2월 24일 | 전북 현대 모터스 | 0 – 0  | 가시와 레이솔 | 전주월드컵경기장                                                             |  |  |
| 19:00 (UTC+9)      |                  | 리포트 |               | 관중 수: 13,422명 심판: 크리스 비스 (오스트레일리아) 맨 오브 더 매치: 한교원 |  |  |
|                    |                  |        |               |                                                                              |  |  |

| E조 2차전 3월 3일 | 산둥 루넝  | 1 – 4  | 전북 현대 모터스                                        | 지난 올림픽 스포츠 센터                                                                      |  |  |
| 15:30 (UTC+8)     | - 양쉬 61′ | 리포트 | - 에두 21′ - 한교원 71′ - 이재성 75′ - 레오나르도 90+3′ | 관중 수: 27,386명 심판: 모함메드 압둘라 하산 모하메드 (아랍에미리트) 맨 오브 더 매치: 한교원 |  |  |
|                   |            |        |                                                         |                                                                                              |  |  |

| E조 3차전 3월 17일 | 전북 현대 모터스               | 3 – 0  | 빈즈엉 | 전주월드컵경기장                                             |  |  |
| 19:00 (UTC+9)      | - 에닝요 16′ - 이동국 41′, 86′ | 리포트 |        | 관중 수: 6,704명 심판: 압둘라 발루시 맨 오브 더 매치: 이동국 |  |  |
|                    |                                |        |        |                                                              |  |  |

| E조 4차전 4월 8일 | 빈즈엉                     | 1 – 1  | 전북 현대 모터스 | 빈즈엉경기장                                                                            |  |  |
| 18:00 (UTC+7)     | - Abass Cheikh Dieng 90+3′ | 리포트 | - 에닝요 31′     | 관중 수: 4,000명 심판: 재러드 질릿 (오스트레일리아) 맨 오브 더 매치: Abass Cheikh Dieng |  |  |
|                   |                            |        |                  |                                                                                         |  |  |

| E조 5차전 4월 22일 | 가시와 레이솔                 | 3 – 2  | 전북 현대 모터스  | 히타치 가시와 축구장                                                             |  |  |
| 19:00 (UTC+9)      | - 두두 8′ - 다케토미 19′, 38′ | 리포트 | - 이동국 66′, 80′ | 관중 수: 7,424명 심판: 나와프 슈크랄라 (바레인) 맨 오브 더 매치: 다케토미 고스케 |  |  |
|                    |                               |        |                   |                                                                                  |  |  |

| E조 6차전 5월 6일 | 전북 현대 모터스                                           | 4 – 1  | 산둥 루넝    | 전주월드컵경기장                                                               |  |  |
| 1930 (UTC+9)      | - 이재성 25′ - 김형일 51′ - 에닝요 80′ (페널티) - 에두 88′ | 리포트 | - 왕퉁 45+1′ | 관중 수: 11,131명 심판: 헤티캄카남게 페레라 (스리랑카) 맨 오브 더 매치: 에닝요 |  |  |
|                   |                                                            |        |              |                                                                                |  |  |

| 16강 1차전 5월 19일 | 전북 현대 모터스 | 1 – 1  | 베이징 궈안           | 전주월드컵경기장                                                               |  |  |
| 19:00 (UTC+9)       | - 김기희 12′     | 리포트 | - 바탈라 85′ (페널티) | 관중 수: 12,409명 심판: 발렌틴 코발렌코 (우즈베키스탄) 맨 오브 더 매치: 김기희 |  |  |
|                     |                  |        |                       |                                                                                |  |  |

| 16강 2차전 5월 26일 | 베이징 궈안 | 0 – 1  | 전북 현대 모터스 | 노동자 경기장                                                                                     |  |  |
| 19:30 (UTC+08)      |             | 리포트 | - 에두 72′       | 관중 수: 43,526명 심판: 모함메드 압둘라 하산 모하메드 (아랍에미리트) 맨 오브 더 매치: ZHAO HEJING |  |  |
|                     |             |        |                  |                                                                                                   |  |  |

| 8강 1차전 8월 26일 | 전북 현대 모터스 | 0 – 0  | 감바 오사카 | 전주월드컵경기장                                                                         |  |  |
| 19:00              |                  | 리포트 |             | 관중 수: 23,633명 심판: 모드 아미룰 이즈완 야콥 (말레이시아) 맨 오브 더 매치: 레오나르도 |  |  |
|                    |                  |        |             |                                                                                          |  |  |

| 8강 2차전 9월 16일 | 감바 오사카                                | 3 – 2  | 전북 현대 모터스                            | 엑스포 70' 스타디움                                                                                |  |  |
|                    | - 패트릭 14′ - 구라타 76′ - 요네쿠라 90+3′ | 리포트 | - 레오나르도 12′ (페널티) - 우르코 베라 89′ | 관중 수: 9,284명 심판: 모함메드 압둘라 하산 모하메드 (아랍에미리트) 맨 오브 더 매치: 엔도 야스히토 |  |  |
|                    |                                            |        |                                             | |  |  |

| 전체 | 전체 | 전체 | 전체 | 전체 | 전체 | 전체 | 전체 | 홈 | 홈 | 홈 | 홈 | 홈 | 홈 | 어웨이 | 어웨이 | 어웨이 | 어웨이 | 어웨이 | 어웨이 |
| 경기 | 승점 | 승   | 무   | 패   | 득   | 실   | 차   | 승 | 무 | 패 | 득 | 실 | 차 | 승     | 무     | 패     | 득     | 실     | 차     |
| ---- | ---- | ---- | ---- | ---- | ---- | ---- | ---- | -- | -- | -- | -- | -- | -- | ------ | ------ | ------ | ------ | ------ | ------ |
| 10   | 16   | 4    | 4    | 2    | 18   | 10   | +8   | 2  | 3  | 0  | 8  | 2  | +6 | 2      | 1      | 2      | 10     | 8      | +2     |

출처: 

### FA컵
| 32강 4월 29일 | 고양 Hi FC | 0 – 1  | 전북 현대 모터스 | 고양종합운동장              |  |  |
| 19:00         |            | 리포트 | - 에두 98′       | 관중 수: 457명 심판: 임원택 |  |  |
|               |            |        |                  |                             |  |  |

| 16강 6월 24일 | 포항 스틸러스             | 2 – 1  | 전북 현대 모터스 | 포항 스틸야드    |  |  |
|               | - 심동운 22′ - 박성호 85′ | 리포트 | - 이동국 90′     | 관중 수: 5,722명 |  |  |
|               |                           |        |                  |                  |  |  |

## 통계

### 클럽 전적 통계
| 대회             | 경기 | 승 | 무 | 패 | 득점 | 실점 | 득실차 | 승점 | 결과              |
| ---------------- | ---- | -- | -- | -- | ---- | ---- | ------ | ---- | ----------------- |
| K리그 클래식     | 38   | 22 | 7  | 9  | 57   | 39   | +18    | 73   | 우승              |
| AFC 챔피언스리그 | 10   | 4  | 4  | 2  | 18   | 10   | +8     | 16   | 8강               |
| FA컵             | 2    | 1  | 0  | 1  | 2    | 2    | 0      | 3    | 16강              |
| 합계             | 50   | 27 | 11 | 12 | 77   | 51   | +26    | 92   | K리그 클래식 우승 |

### 선수 개인 기록
| #  | 선수        | pos. | 리그 | 리그 | 리그 | FA컵 | FA컵 | FA컵 | 챔피언스리그 | 챔피언스리그 | 챔피언스리그 | 합계 | 합계 | 합계 |
| #  | 선수        | pos. | 경기 | 득점 | 도움 | 경기 | 득점 | 도움 | 경기         | 득점         | 도움         | 경기 | 득점 | 도움 |
| -- | ----------- | ---- | ---- | ---- | ---- | ---- | ---- | ---- | ------------ | ------------ | ------------ | ---- | ---- | ---- |
| 1  | 권순태      | GK   | 36   | 0    | 0    | 1    | 0    | 0    | 8            | 0            | 0            | 45   | 0    | 0    |
| 3  | 김형일      | DF   | 24   | 0    | 0    | 0    | 0    | 0    | 7            | 1            | 0            | 31   | 1    | 0    |
| 4  | 김기희      | DF   | 33   | 0    | 0    | 1    | 0    | 0    | 8            | 1            | 0            | 42   | 1    | 0    |
| 5  | 이호        | MF   | 11   | 0    | 0    | 1    | 0    | 0    | 2            | 0            | 0            | 14   | 0    | 0    |
| 6  | 최보경      | DF   | 26   | 0    | 0    | 1    | 0    | 0    | 6            | 0            | 0            | 33   | 0    | 0    |
| 7  | 한교원      | MF   | 26   | 1    | 5    | 0    | 0    | 0    | 7            | 1            | 1            | 33   | 2    | 6    |
| 8  | 루이스      | MF   | 16   | 1    | 2    | 0    | 0    | 0    | 2            | 0            | 0            | 18   | 1    | 2    |
| 9  | 우르코 베라 | FW   | 6    | 0    | 0    | 0    | 0    | 0    | 1            | 1            | 0            | 7    | 1    | 0    |
| 10 | 레오나르도  | MF   | 37   | 10   | 3    | 2    | 0    | 0    | 9            | 2            | 3            | 48   | 12   | 6    |
| 11 | 이승현      | MF   | 10   | 0    | 0    | 2    | 0    | 0    | 1            | 0            | 0            | 13   | 0    | 0    |
| 13 | 정훈        | MF   | 20   | 0    | 0    | 2    | 0    | 0    | 8            | 0            | 0            | 30   | 0    | 0    |
| 14 | 박희도      | MF   | 0    | 0    | 0    | 0    | 0    | 0    | 0            | 0            | 0            | 0    | 0    | 0    |
| 16 | 조성환      | DF   | 17   | 0    | 0    | 0    | 0    | 0    | 5            | 0            | 0            | 22   | 0    | 0    |
| 17 | 이재성      | MF   | 34   | 7    | 5    | 1    | 0    | 0    | 9            | 2            | 2            | 44   | 9    | 7    |
| 18 | 윌킨슨      | DF   | 21   | 0    | 0    | 2    | 0    | 0    | 8            | 0            | 0            | 31   | 0    | 0    |
| 19 | 박원재      | DF   | 9    | 0    | 1    | 0    | 0    | 0    | 2            | 0            | 0            | 11   | 0    | 1    |
| 20 | 이동국      | FW   | 33   | 13   | 5    | 1    | 1    | 0    | 7            | 4            | 0            | 41   | 18   | 5    |
| 21 | 홍정남      | GK   | 2    | 0    | 0    | 1    | 0    | 0    | 2            | 0            | 0            | 5    | 0    | 0    |
| 22 | 서상민      | MF   | 3    | 1    | 0    | 0    | 0    | 0    | 0            | 0            | 0            | 3    | 1    | 0    |
| 23 | 김동찬      | FW   | 15   | 0    | 2    | 1    | 0    | 0    | 3            | 0            | 0            | 19   | 0    | 2    |
| 24 | 유창현      | FW   | 7    | 2    | 0    | 1    | 0    | 0    | 1            | 0            | 0            | 9    | 2    | 0    |
| 25 | 최철순      | DF   | 29   | 0    | 0    | 0    | 0    | 0    | 5            | 0            | 1            | 34   | 0    | 1    |
| 26 | 이재명      | DF   | 3    | 1    | 0    | 0    | 0    | 0    | 5            | 0            | 0            | 8    | 1    | 0    |
| 27 | 이승렬      | FW   | 3    | 0    | 0    | 1    | 0    | 0    | 0            | 0            | 0            | 4    | 0    | 0    |
| 29 | 이규로      | DF   | 2    | 0    | 0    | 1    | 0    | 0    | 3            | 0            | 1            | 6    | 0    | 1    |
| 30 | 김영찬      | DF   | 5    | 0    | 0    | 2    | 0    | 0    | 0            | 0            | 0            | 7    | 0    | 0    |
| 31 | 김준호      | GK   | 0    | 0    | 0    | 0    | 0    | 0    | 0            | 0            | 0            | 0    | 0    | 0    |
| 32 | 이주용      | MF   | 20   | 1    | 0    | 2    | 0    | 0    | 2            | 0            | 0            | 24   | 1    | 0    |
| 33 | 이근호      | FW   | 15   | 4    | 1    | 0    | 0    | 0    | 2            | 0            | 1            | 17   | 4    | 2    |
| 34 | 장윤호      | MF   | 10   | 2    | 0    | 1    | 0    | 0    | 0            | 0            | 0            | 11   | 2    | 0    |
| 35 | 옹동균      | DF   | 1    | 0    | 0    | 0    | 0    | 0    | 0            | 0            | 0            | 1    | 0    | 0    |
| 36 | 고민국      | DF   | 0    | 0    | 0    | 0    | 0    | 0    | 0            | 0            | 0            | 0    | 0    | 0    |
| 37 | 이원우      | DF   | 0    | 0    | 0    | 0    | 0    | 0    | 0            | 0            | 0            | 0    | 0    | 0    |
| 41 | 황병근      | GK   | 0    | 0    | 0    | 0    | 0    | 0    | 0            | 0            | 0            | 0    | 0    | 0    |
| 44 | 김재환      | DF   | 0    | 0    | 0    | 0    | 0    | 0    | 0            | 0            | 0            | 0    | 0    | 0    |
| 47 | 문상윤      | MF   | 9    | 0    | 2    | 1    | 0    | 0    | 4            | 0            | 0            | 14   | 0    | 2    |
| -- | 에닝요      | MF   | 17   | 1    | 2    | 1    | 0    | 0    | 8            | 3            | 2            | 26   | 4    | 4    |
| -- | 에두        | FW   | 20   | 11   | 3    | 2    | 1    | 0    | 8            | 3            | 1            | 30   | 15   | 4    |
| -- | 최치원      | MF   | 1    | 0    | 0    | 0    | 0    | 0    | 1            | 0            | 0            | 2    | 0    | 0    |
| -- | 이상협      | FW   | 8    | 0    | 0    | 1    | 0    | 0    | 2            | 0            | 0            | 11   | 0    | 0    |

| 순위 | 선수       | 경기 | 득점 | 득점/경기 |
| ---- | ---------- | ---- | ---- | --------- |
| 1    | 이동국     | 41   | 18   | 0.44      |
| 2    | 에두       | 30   | 15   | 0.50      |
| 3    | 레오나르도 | 48   | 12   | 0.25      |
| 4    | 이재성     | 44   | 9    | 0.21      |
| 5    | 이근호     | 17   | 4    | 0.24      |
| 6    | 에닝요     | 26   | 4    | 0.15      |
| 7    | 유창현     | 9    | 2    | 0.22      |
| 8    | 장윤호     | 11   | 2    | 0.18      |
| 9    | 한교원     | 33   | 2    | 0.06      |
| 10   | 서상민     | 3    | 1    | 0.33      |

| 순위 | 선수       | 경기 | 도움 | 도움/경기 |
| ---- | ---------- | ---- | ---- | --------- |
| 1    | 이재성     | 44   | 7    | 0.16      |
| 2    | 한교원     | 33   | 6    | 0.18      |
| 3    | 레오나르도 | 48   | 6    | 0.13      |
| 4    | 이동국     | 41   | 5    | 0.12      |
| 5    | 에닝요     | 26   | 4    | 0.15      |
| 6    | 에두       | 30   | 4    | 0.13      |
| 7    | 문상윤     | 14   | 2    | 0.14      |
| 8    | 이근호     | 17   | 2    | 0.12      |
| 9    | 루이스     | 18   | 2    | 0.11      |
| 10   | 김동찬     | 19   | 2    | 0.11      |

## 선수단

### 선수단
- 시즌 종료 기준

참고: FIFA 자격 규정에 따라 소속된 국가대표팀 국기를 표시합니다. 선수는 복수의 FIFA 비회원국 국적을 가지고 있을 수 있습니다.
| 번호 | 포지션 | 국적 | 이름          |
| ---- | ------ | ---- | ------------- |
| 1    | GK     |      | 권순태        |
| 3    | DF     |      | 김형일        |
| 4    | MF     |      | 김기희        |
| 5    | MF     |      | 이호          |
| 6    | DF     |      | 최보경        |
| 7    | MF     |      | 한교원        |
| 8    | MF     |      | 루이스        |
| 9    | FW     |      | 우르코 베라   |
| 10   | MF     |      | 레오나르도    |
| 11   | MF     |      | 이승현        |
| 13   | MF     |      | 정훈          |
| 14   | MF     |      | 박희도        |
| 16   | DF     |      | 조성환        |
| 17   | MF     |      | 이재성        |
| 18   | DF     |      | 알렉스 윌킨슨 |
| 19   | DF     |      | 박원재        |
| 20   | FW     |      | 이동국        |
| 21   | GK     |      | 홍정남        |

| 번호 | 포지션 | 국적 | 이름                       |
| ---- | ------ | ---- | -------------------------- |
| 22   | MF     |      | 서상민                     |
| 23   | FW     |      | 김동찬                     |
| 24   | FW     |      | 유창현                     |
| 25   | DF     |      | 최철순                     |
| 26   | DF     |      | 이재명                     |
| 27   | FW     |      | 이승렬                     |
| 29   | DF     |      | 이규로                     |
| 30   | DF     |      | 김영찬                     |
| 31   | GK     |      | 김준호                     |
| 32   | MF     |      | 이주용                     |
| 33   | FW     |      | 이근호 (엘자이시에서 임대) |
| 34   | MF     |      | 장윤호                     |
| 35   | DF     |      | 옹동균                     |
| 36   | DF     |      | 고민국                     |
| 37   | DF     |      | 이원우                     |
| 41   | GK     |      | 황병근                     |
| 44   | DF     |      | 김재환                     |
| 47   | MF     |      | 문상윤                     |

### 코칭스태프
| 직위        | 이름            | 비고 |
| ----------- | --------------- | ---- |
| 감독        | 최강희          |      |
| 수석 코치   | 신홍기          |      |
| 코치        | 박충균          |      |
| 트레이너    | 김상식          |      |
| 피지컬 코치 | 파비우 레푼지스 |      |
| 골키퍼 코치 | 최은성          |      |
| 스카우트    | 차종복          |      |

## 선수 이적

### 영입
| #  | 이름        | 포지션 | 이전구단        | 이적유형  | 이적시기      | 계약기간  | 이적료 |
| -- | ----------- | ------ | --------------- | --------- | ------------- | --------- | ------ |
| 1  | 유창현      | FW     | 포항 스틸러스   | 완전 이적 | 겨울 이적시장 |           |        |
| 2  | 김재환      | DF     | 수원 FC         | 임대 복귀 | 겨울 이적시장 |           |        |
| 3  | 김형일      | DF     | 포항 스틸러스   | 완전 이적 | 겨울 이적시장 |           |        |
| 4  | 조성환      | DF     | 무아이다르      | 완전 이적 | 겨울 이적시장 |           |        |
| 5  | 김영찬      | DF     | 수원 FC         | 임대 복귀 | 겨울 이적시장 |           |        |
| 6  | 홍정남      | GK     | 상주 상무       | 임대 복귀 | 겨울 이적시장 |           |        |
| 7  | 에닝요      | MF     | 창춘 야타이     | 완전 이적 | 겨울 이적시장 |           |        |
| 8  | 에두        | FW     | FC 도쿄         | 완전 이적 | 겨울 이적시장 |           |        |
| 9  | 문상윤      | MF     | 인천 유나이티드 | 완전 이적 | 겨울 이적시장 |           |        |
| 10 | 이호        | MF     | 울산 현대       | 완전 이적 | 겨울 이적시장 |           |        |
| 11 | 루이스      | MF     | 에미리트 클럽   | 자유 계약 | 여름 이적시장 |           |        |
| 12 | 우르코 베라 | FW     | CD 미란데스     | 자유 계약 | 여름 이적시장 | 1년 6개월 |        |
| 13 | 이근호      | FW     | 엘자이시        | 임대 이적 | 여름 이적시장 | 6개월     |        |
| 14 | 서상민      | MF     | 상주 상무       | 임대 복귀 | 시즌중        |           |        |
| 15 | 박희도      | MF     | 안산 경찰청     | 임대 복귀 | 시즌중        |           |        |

### 신인 드래프트 & 자유선발
| 이름   | 포지션 | 이적 전 소속     | 지명유형      | 비고                   |
| ------ | ------ | ---------------- | ------------- | ---------------------- |
| 장윤호 | MF     | 전주영생고등학교 | 클럽유스      |                        |
| 나성은 |        | 전주영생고등학교 | 클럽유스 (대) | 대학 진학 후 입단 예정 |
| 황민웅 |        | 전주영생고등학교 | 클럽유스 (대) | 대학 진학 후 입단 예정 |
| 강민재 |        | 전주영생고등학교 | 클럽유스 (대) | 대학 진학 후 입단 예정 |
| 김민엽 |        | 전주영생고등학교 | 클럽유스 (대) | 대학 진학 후 입단 예정 |
| 하충수 |        | 전주영생고등학교 | 클럽유스 (대) | 대학 진학 후 입단 예정 |
| 이희성 |        | 전주영생고등학교 | 클럽유스 (대) | 대학 진학 후 입단 예정 |
| 옹동균 | DF     | 건국대학교       | 드래프트      |                        |
| 고민국 | DF     | 명지대학교       | 번외지명      |                        |
| 이원우 | DF     | 제주중앙고등학교 | 번외지명      |                        |
| 조석재 | FW     | 건국대학교       | 신인 자유선발 |                        |
| 최치원 | MF     | 연세대학교       | 신인 자유선발 |                        |
| 김준호 | GK     | 단국대학교       | 신인 자유선발 |                        |

(1) 우선지명 : 각 구단 유소년 클럽 출신 선수들에 대해 4명까지 우선 지명

(2) 일반지명 : 1순위에서 6순위까지 추첨순서에서 의해서 지명하며 유소년클럽 출신에 대한
000우선지명이 3순위 지명권에 해당되며 구단 사정에 따라 지명권을 행사 안 할 수 있음 

(3) 번외지명 : 6순위까지 끝나고 번외로 다시 6순위까지 선수 지명

(4) 추가지명 : 드래프트에서 미선발된 선수들에 한하여 2월말까지 구단 자율적으로 지명
- (대) 표기는 드래프트에 참여하여 선발은 되었지만 당해 연도에 입단하지 않고 대학 진학 후 입단하는 선수를 의미한다.
- (대후) 표기는 드래프트에 기 선발된 후 대학에 진학하여 중퇴 및 졸업 후 당해 연도에 입단하는 선수를 의미한다.

### 퇴단
| #  | 이름     | 포지션 | 이적구단                   | 이적유형  | 이적시기      | 계약기간  | 이적료 |
| -- | -------- | ------ | -------------------------- | --------- | ------------- | --------- | ------ |
| 1  | 카이오   | FW     | 알와슬 FC                  | 임대 복귀 | 겨울 이적시장 |           |        |
| 2  | 김남일   | MF     | 교토 상가 FC               | 완전 이적 | 겨울 이적시장 |           |        |
| 3  | 정종희   | MF     | 울산 현대미포조선 돌고래   | 임대      | 겨울 이적시장 |           |        |
| 4  | 권영진   | MF     | 강릉시청                   | 임대      | 겨울 이적시장 |           |        |
| 5  | 문진용   | DF     | 대구 FC                    | 완전 이적 | 겨울 이적시장 |           |        |
| 6  | 김민식   | GK     | 전남 드래곤즈              | 완전 이적 | 겨울 이적시장 |           |        |
| 7  | 이범수   | GK     | 서울 이랜드 FC             | 완전 이적 | 겨울 이적시장 |           |        |
| 8  | 마르코스 | MF     | 세아라 SC                  | 합의 해지 | 겨울 이적시장 |           |        |
| 9  | 박세직   | MF     | 인천 유나이티드            | 합의 해지 | 겨울 이적시장 |           |        |
| 10 | 조영준   | MF     | 용인시청                   | 합의 해지 | 겨울 이적시장 |           |        |
| 11 | 이강진   | MF     | 대전 시티즌                | 계약 만료 | 겨울 이적시장 |           |        |
| 12 | 주현탁   | MF     | 경주 한국수력원자력 축구단 | 계약 만료 | 겨울 이적시장 |           |        |
| 13 | 최근종   | MF     |                            | 계약 만료 | 겨울 이적시장 |           |        |
| 14 | 최정규   | MF     |                            | 계약 만료 | 겨울 이적시장 |           |        |
| 15 | 김인성   | MF     | 인천 유나이티드            | 완전 이적 | 겨울 이적시장 |           |        |
| 16 | 정인환   | DF     | 허난 젠예                  | 완전 이적 | 겨울 이적시장 |           |        |
| 17 | 권경원   | DF     | 알아흘리                   | 완전 이적 | 겨울 이적시장 |           |        |
| 18 | 에닝요   | MF     | 세아라 SC                  | 합의 해지 | 시즌 도중     |           |        |
| 19 | 에두     | FW     | 허베이 종지                | 완전 이적 | 여름 이적시장 | 2년 6개월 |        |

### 임대 및 군입대
| # | 이름   | 포지션 | 임대구단    | 이적시기      | 임대기간 |
| - | ------ | ------ | ----------- | ------------- | -------- |
| 1 | 정혁   | MF     | 안산 경찰청 | 겨울 이적시장 | 21개월   |
| 2 | 이승기 | MF     | 상주 상무   | 겨울 이적시장 | 21개월   |
| 3 | 신형민 | MF     | 안산 경찰청 | 겨울 이적시장 | 21개월   |
| 4 | 조석재 | FW     | 충주 험멜   | 시즌중        | 12개월   |
| 5 | 이상협 | FW     | 성남 FC     | 여름 이적시장 | 5개월    |
| 6 | 최치원 | MF     | 서울 이랜드 | 여름 이적시장 |          |

## 관중 기록
| 대회             | 경기수 | 최다 관중 | 최소 관중 | 누적 관중 | 평균 관중 | 비고     |
| ---------------- | ------ | --------- | --------- | --------- | --------- | -------- |
| K리그 클래식     | 19     | 31,192    | 4,928     | 330,856   | 17,414    | 관중 1위 |
| FA컵             | 0      | 0         | 0         | 0         | 0         |          |
| AFC 챔피언스리그 | 5      | 23,633    | 6,704     | 67,299    | 13,460    |          |
| 합계             | 24     | 31,192    | 4,928     | 398,155   | 16,590    |          |

## 수상

### 구단 수상
| # | 시상                     | 상                                 |
| - | ------------------------ | ---------------------------------- |
| 1 | 한국건축문화대상         | 한국건축문화대상 대상 (클럽하우스) |
| 2 | 대한민국 스포츠산업 대상 | 대한민국 스포츠산업 대상 최우수상  |
| 3 | K리그 시상식             | 팬프렌들리상                       |
| 4 | K리그 시상식             | 플러스스타디움상                   |
| 5 | K리그 시상식             | 풀스타디움상                       |

### 개인 수상
K리그 클래식 주간 베스트 11
- 라운드 MVP는 굵은 글씨

| 라운드 | 선수                             |
| ------ | -------------------------------- |
| 1      | 김형일, 에두                     |
| 2      | 이재성, 에두                     |
| 3      |                                  |
| 4      | 권순태, 조성환, 에두             |
| 5      | 한교원, 레오나르도               |
| 6      | 권순태, 이동국                   |
| 7      | 레오나르도, 에두                 |
| 8      |                                  |
| 9      | 권순태, 김형일, 레오나르도, 에두 |
| 10     | 김형일, 최철순, 정훈, 에두       |
| 11     | 이동국, 에두                     |
| 12     | 김형일, 김기희                   |
| 13     |                                  |
| 14     |                                  |
| 15     |                                  |
| 16     | 최철순, 이재명, 에두             |
| 17     | 레오나르도, 에두                 |
| 18     | 이재성                           |
| 19     | 권순태, 이동국                   |

| 라운드 | 선수                           |
| ------ | ------------------------------ |
| 20     | 이재성, 에두, 이동국           |
| 21     | 이주용                         |
| 22     | 김형일, 최철순, 이재성         |
| 23     | 최철순, 윌킨슨, 이재성, 루이스 |
| 24     | 권순태, 레오나르도             |
| 25     |                                |
| 26     | 레오나르도                     |
| 27     |                                |
| 28     | 권순태, 윌킨슨                 |
| 29     |                                |
| 30     | 최철순, 박원재, 이재성, 이동국 |
| 31     | 장윤호, 이근호                 |
| 32     | 최철순, 이동국                 |
| 33     |                                |
| 34     |                                |
| 35     |                                |
| 36     | 이재성                         |
| 37     | 권순태, 최철순, 김기희         |
| 38     |                                |

K리그 시상식
| # | 상                  | 수상자 |
| - | ------------------- | ------ |
| 1 | 감독상              | 최강희 |
| 2 | 최우수선수상        | 이동국 |
| 3 | 영플레이어상        | 이재성 |
| 4 | 팬타스틱 플레이어상 | 이동국 |
| 5 | 베스트 11 골키퍼    | 권순태 |
| 6 | 베스트 11 수비수    | 김기희 |
| 7 | 베스트 11 미드필더  | 이재성 |
| 8 | 베스트 11 공격수    | 이동국 |